# Trgovinski sporazum protiv krivotvorenja
Anti-Counterfeiting Trade Agreement ili ACTA (hrvatski Trgovinski sporazum protiv krivotvorenja) mnogostrani je međunarodni ugovor potpisan u svrhu uspostavljanja međunarodnih standarda za zaštitu prava intelektualnog vlasništva. Cilj Sporazuma je uspostaviti međunarodni pravni okvir za borbu protiv krivotvorenja robe, generičkih lijekova, kao i povrede autorskih prava na Internetu, te stvoriti novo upravljačko tijelo izvan postojećih foruma, kao što su Svjetska trgovinska organizacija, Svjetska organizacija za intelektualno vlasništvo ili Ujedinjeni narodi. Sporazum još nije stupio na snagu.
Države sudionice žele a Actom uspostaviti međunarodni standard u borbi protiv piratstva i kršenja autorskih prava.
Slijedi na međunarodnoj razini slične namjere kao što je u SAD vrlo kontroverzni zakon o sprječavanju internetskog piratstva (Sopa).
4. srpnja 2012. Europski parlament je odbacio sporazum u plenarnoj sjednici. 478 zastupnika glasovalo je protiv ugovora, 39 u korist i 165 zastupnika se suzdržavalo.